# Microsistema
Microsistema és el nom utilitzat a Europa per descriure la tecnologia que als Estats Units es coneix com a MEMS (Micro Electro Mechanical Systems o Microsistemes Electromecànics) i al Japó com a micromachines o micromàquines. Els microsistemes són dispositius miniaturitzats (en silici, vidre, o polímers) que inclouen operacions no electròniques: les més habituals són detecció i actuació. 
Els microsistemes típics acostumen a tenir parts mecàniques, com microponts en interruptors de RF o microbigues en volada per a microscopis de forces atòmiques (AFMs); components elèctrics com ara resistors piezoelèctrics en sensors d'airbags o capacitors en sensors de pressió; o elements tèrmics, òptics i fluídics com escalfadors (heaters) i toveres (nozzles) en impressores d'injecció de tinta o sensors de flux. En biomicrosistemes (microsistemes biomèdics o BioMEMS) cèl·lules vives o microparticules (microbeads) són manipulades mitjançant fluxos de líquid, camps magnètics i elèctrics, gradients tèrmics, etc. En microsistemes químics, les diverses operacions requerides per fer una anàlisi química (com per exemple, preparació, separació i detecció) són construïdes, integrades dins el microsistema. L'estudi dels microsistemes i les seves aplicacions és també conegut com a microfluídica o laboratori-en-xip (lab-on-a-chip o LoC). Tot i que els microsistemes són majoritàriament fabricats en les mateixes sales blanques que la resta de microxips, avui en dia és possible construir microsistemes sense necessitat de sales blanques, simplement usant tecnologies additives com impressores 3D i RMPD o Rapid Micro Product Development.
Els microsistemes amb capacitats avançades i processament integrat són normalment anomenats sistemes intel·ligents.
Sócicrosystem' és també un terme per sistemes de punts d'acupuntura que són típicament no localitzat en el sóceridians ' tals punts tendeixen a grup damunt.[citation Necessitat]

## Revistes
- Lab on a Chip
- Journal of Microelectromechanical Systems Arxivat 2016-03-01 a Wayback Machine. (JMEMS)
- Small
- Sensors and Actuators A: Physical
- Sensors and Actuators B: Chemical

## Llibres
(2013) Folch: Introduction to BioMEMS, 1r ed, CRC Press: Taylor & Francis Group. ISBN 978-1-4398-1839-8.
(2004) Geschke, Klank & Telleman, eds.: Microsystem Engineering of Lab-on-a-chip Devices, 1st ed, John Wiley & Sons. ISBN 3-527-30733-8.